# Kościół Świętego Jana w Wilnie
Kościół Świętego Jana (lit. Šv. Jonų bažnyčia), także: kościół Świętego Jana Chrzciciela i Świętego Jana Apostoła i Ewangelisty (lit. Vilniaus Šv. Jono Krikštytojo ir Šv. Jono apaštalo ir evangelisto bažnyčia) – kościół na Starym Mieście w Wilnie, w zespole gmachów Uniwersytetu Wileńskiego.

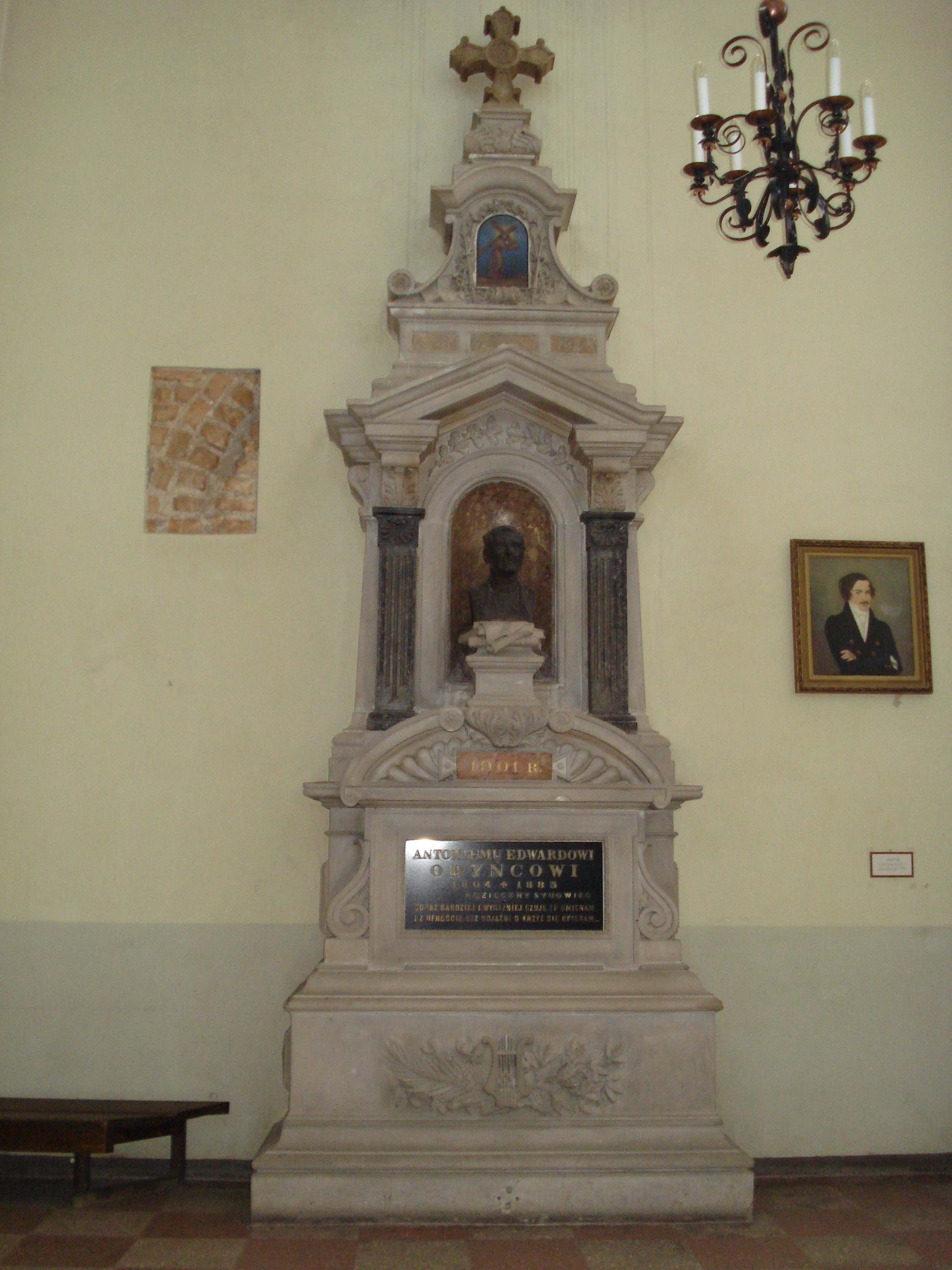
Pomnik poświęcony Antoniemu Edwardowi Odyńcowi w kościele uniwersyteckim w Wilnie

Kościół ten, przeznaczony pierwotnie na farę miasta Wilna, ufundowany został przez Władysława Jagiełłę, jak głosi tradycja na miejscu wcześniej wykorzystywanym do celów kultu pogańskiego. Pierwsza budowla, której wznoszenie zainicjowano najpewniej wkrótce po chrzcie Litwy (w 1387 r.) a zakończono (lub przynajmniej poważnie zaawansowano) najpewniej do konsekracji w 1427 r., miała postać pięcioprzęsłowej, trójnawowej hali z wyodrębnionym, trójbocznie zamkniętym prezbiterium (którego relikty odnaleziono w toku powojennych prac badawczych). Mury z zewnątrz opięte były przyporami, nawy rozdzielały zaś ośmioboczne filary. Wnętrze najprawdopodobniej w całości było sklepione. Opisana pierwsza faza budowlana zasadniczo zachowała się do dziś i stanowi zachodnią połowę kościoła (mury zewnętrzne aż do piątego licząc od zachodu przęsła, oraz cztery pary – licząc także od zachodu – filarów we wnętrzu). W planie i bryle ta pierwsza świątynia nawiązywała do architektury sakralnej z terenu państwa krzyżackiego i regionów leżących w jego strefie oddziaływania (jak choćby Mazowsze – patrz: fara św. Jana w Warszawie, dzisiejsza katedra).
U schyłku średniowiecza, w 2. połowie XV wieku lub może nawet w początku stulecia XVI, doszło do poważnej rozbudowy. Wyburzono stare, stosunkowo niewielkie prezbiterium, zastępując je monumentalnym, trójnawowym chórem z obejściem, zamkniętym połową sześcioboku. Obiekt osiągnął tym samym długość 68 m – czyli tyle co obecnie. Z racji halowej dyspozycji części zachodniej (czyli korpusu), nowo wzniesionej części (prezbiterialnej) również nadano układ halowy (nawy boczne przechodzące w obejście otrzymały tę samą wysokość co nawa główna), stosując też podobne ośmioboczne filary, choć smuklejsze w proporcjach. Co istotne, system konstrukcyjny zastosowany w partii wschodniej różnił się wyraźnie od tego w starszej partii zachodniej: zgodnie z panującymi w architekturze ok. 1500 r. tendencjami przypory „wciągnięto” do środka, co czyniło ściany zewnętrzne płaskimi, zaś wewnątrz kościoła między przyporami powstawały przestrzenie na kształt nisz, nadające się na umieszczenie niewielkich ołtarzy bocznych i organizację w tych miejscach kaplic. Przedstawiona forma świątyni wzorowała się na późnogotyckiej architekturze sakralnej dużych miast pobrzeża Bałtyku, w których model wielobocznie zamkniętej od wschodu, obszernej hali z ambitem stał się w XV stuleciu dość popularny (np. fara mariacka w Stargardzie, fara św. Jakuba w Szczecinie, fara w Chojnie, kościół św. Mikołaja w Berlinie czy kościół św. Katarzyny w Brandenburgu(niem.)).
Najpewniej w powyżej opisanym kształcie świątynia prezentowała się w 1571 r., kiedy król Zygmunt August, jako monarcha dzierżący prawo patronatu nad kościołem, przekazał go sprowadzonym do miasta jezuitom. Jezuici, których kolegium wkrótce – w 1579 r. dzięki Stefanowi Batoremu zyskało status uniwersytetu, skupili się na budowie zabudowań klasztornych i kolegiackich, zadowalając się w pełni obszernym kościołem. Poddali świątynię początkowo tylko niewielkim adaptacjom, dobudowując kaplice boczne i zakrystię oraz wymieniając czy dodając nowe wyposażenie (ołtarze, ambonę, organy itp.). Nawet odbudowy po pożarach z 1610 i 1655 r. nie zmieniły zasadniczo kształtu kościoła, mimo częściowego zawalenia się sklepień. Dopiero kolejny tego rodzaju kataklizm z 1737 r. spowodował, że świątynia jezuicka (jak i szereg innych spalonych w tym samym pożarze kościołów wileńskich) stała się przedmiotem poważniejszych działań budowlanych, stwarzając też okazję do ozdobienia i wyposażenia wnętrza w nowe sprzęty, reprezentujące późnobarokowy okres rozwoju sztuki w Wilnie. Wówczas właśnie, w toku odbudowy prowadzonej pod kierunkiem Jana Krzysztofa Glaubitza, między 1738 a 1749 rokiem, powstała współcześnie zachowana a bardzo charakterystyczna rokokowa, rozrzeźbiona fasada, będąca jednym z najbardziej kojarzonych z Wilnem motywów architektonicznych. Dekorowanie wnętrza i wypełnianie go wyposażeniem, w tym aż dziesięcioma ołtarzami, trwało aż do lat 60. XVIII wieku.
W związku z pełnieniem przez świątynię funkcji kościoła uniwersyteckiego – odbywały się tu nie tylko nabożeństwa, ale też i nieraz dysputy naukowe. Kościół św. Jana pozostawał w rękach jezuitów aż do kasaty zakonu w 1773 r. Budowla została przebudowana w latach 1825–1829 zgodnie z wytycznymi specjalnie powołanej komisji, którą kierował Karol Podczaszyński, dokonano zmian w stylu klasycystycznym, m.in. przebudowując fasadę świątyni. Zniszczono wówczas trzynaście ołtarzy, skuto stiuki oraz zamalowano freski. Rozebrano przylegającą do południowej elewacji barokową kaplicę, a od ulicy św. Jana dobudowano przedsionek.
Po zamknięciu uniwersytetu w 1832 r. kościół św. Jana nadal pełnił swoją funkcję sakralną, stając się jednocześnie miejscem uroczystości patriotycznych i swego rodzaju polskim panteonem narodowym. Dla upamiętnienia wielkich Polaków wzniesiono tutaj m.in. pomniki: Adama Mickiewicza, Władysława Syrokomli, Tadeusza Kościuszki, Stanisława Moniuszki, Antoniego Edwarda Odyńca. W miejscu zburzonych ołtarzy ustawiono posągi świętych, które pochodziły z zamkniętych kościołów św. Kazimierza, św. Ignacego i kościoła franciszkanów, przeniesiono tu również organy z kościoła jezuickiego w Połocku.
W 1919 r. ponownie stał się kościołem akademickim, na fasadzie umieszczono tablicę upamiętniającą pierwszych rektorów uczelni Piotra Skargę i Jakuba Wujka. Podczas władzy radzieckiej świątynię zdewastowano i ograbiono, a następnie przekształcono na magazyn, a od 1963 r. mieściło się tu Muzeum Nauki i Techniki. W 1979 r. podczas obchodów czterechsetlecia uniwersytetu w kościele umieszczono Muzeum Uniwersytetu Wileńskiego. Został przywrócony celom sakralnym w 1991 r.
Obok kościoła wznosi się wysoka (68 m) dzwonnica przylegająca do Auli Kolumnowej uniwersytetu.